# Туренец
Туренец — остров в Камском водохранилище. Административно относится к Ильинскому сельскому поселению Ильинского района Пермского края.
Всю поверхность острова занимает учреждённый 20 марта 1978 года орнитологический заказник регионального значения, являющийся местом гнездования сизых чаек, куликов, береговых ласточек.
В 1983 году на острове гнездилось 2440 пар чаек, в 1993 году — 630 пар, а в 1995 году — 340 пар.
В 1977 году площадь острова составляла 70,5 га. После образования заказника на острове были введены ограничения на хозяйственную деятельность, в частности, запрет на сенокос, что привело к интенсивному зарастанию всей поверхности древесной растительностью и стремительному уменьшению её размеров. Так, к 1983 году площадь острова сократилась до 38 га, в 1993 году она составляла уже 17 га, а в 1995 году — 14 га.